# Acquanegra Cremonese
Acquanegra Cremonese là một đô thị ở tỉnh Cremona, vùng Lombardia của Italia, có vị trí cách khoảng 70 km về phía đông nam của Milan và khoảng 12 km về phía tây bắc của Cremona. Tại thời điểm ngày 31 tháng 12 năm 2004, đô thị này có dân số 1.232 người và diện tích là 9,2 km².
Acquanegra Cremonese giáp các đô thị: Crotta d'Adda, Grumello Cremonese ed Uniti, Sesto ed Uniti, Spinadesco.